# Polygonum hyrcanicum
Polygonum hyrcanicum är en slideväxtart som beskrevs av Karl Heinz Rechinger. Polygonum hyrcanicum ingår i släktet trampörter, och familjen slideväxter. Inga underarter finns listade i Catalogue of Life.